# Capitol Corridor
Ne doit pas être confondu avec Capitol Limited (Amtrak).
Le Capitol Corridor est un train de voyageurs exploité par Amtrak, effectuant un parcours de 430 kilomètres entre San José et Auburn, en Californie. La plupart des trains circulent entre San José et Sacramento, à peu près parallèlement aux autoroutes 880 et 80. Un aller-retour par jour relie Oakland à Auburn, dans la banlieue est de Sacramento, dans les contreforts de la Sierra Nevada. Les premières circulations ont eu lieu en 1991.

## Histoire

### Services précédents
Le premier chemin de fer transcontinental arrive à Oakland en 1869. Suivant l'achèvement du réseau de la California Pacific Railroad, la plupart des trains longue distance de la Southern Pacific Transportation Compagny (SP) atteignaient Oakland par le nord. Les trains longue distance venant du sud se dirigeaient exclusivement vers San Francisco via la péninsule. La Western Pacific Railroad (arrivée à Oakland en 1910) et la Santa Fe Railroad (arrivée à Oakland 1903 en rachetant la California and Nevada Railroad) faisaient rouler très largement des trains longue distance avec peu d'arrêts locaux. Les services urbains était fournis par des trains électriques sur des lignes appartenant à la SP (Ligne fermée avant 1960).
À la fin des années 1930, la SP opérait cinq services journaliers entre Oakland et Sacramento ainsi que plusieurs trains longue distance. L'Oakland Lark et un train sans nom (ce train était une connexion d'Oakland au Coast Daylight) assuraient une desserte locale entre San José et Oakland sur la ligne côtière. Un autre train circulait aussi entre San José et Oakland et entre Oakland et Tracy mais via une autre ligne de la SP. Ces derniers furent supprimés respectivement le 29 septembre 1940 et en 1941. Les deux trajets sur la ligne côtière seront supprimés quant à eux le 1er mai 1960. Le dernier train effectuant le service local entre San José et Oakland est le Senator qui cessera d'effectuer une desserte locale le 31 mai 1962, le service long-courrier quant à lui continua.

### Capitols

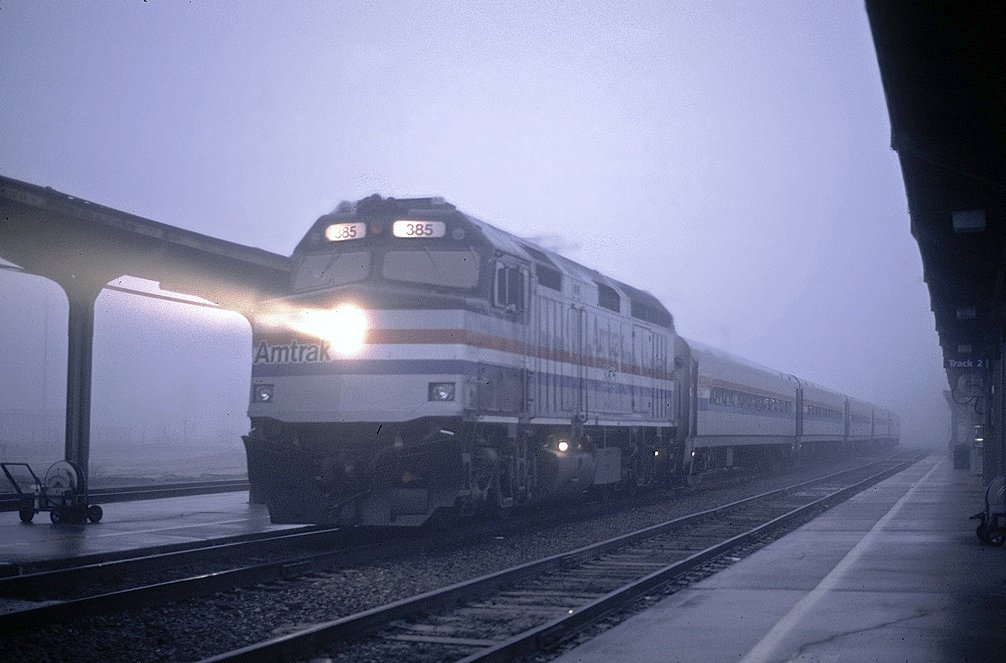
Un train Capitols en gare de Sacramento en 1995

Au début des années 1990, trois trains intercités d'Amtrak opérait dans la baie de San Francesco : deux trains longues distances, le California Zephyr (Emeryville, Denver, Chicago), le Coast Starlight (Los Angeles, Portland, Seattle) et un train régional, le San Joaquins (Bakersfield - Oakland). Sur ces trois lignes, seul le Coast Starlight effectuait le trajet entre San José et Sacramento une fois par jour dans chaque direction et ce à des horaires très inconvénient (Très tôt le matin pour le train allant vers le sud et tard le soir pour le train allant vers nord). En 1990, la Californie approuvera une proposition visant à financer à hauteur de 105 millions de dollars un train circulant sur la même ligne que le Coast Starlight pour effectuer un service de banlieue. Le nouveau service ainsi crée, nommé Capitols, commencera le 12 décembre 1991 avec 3 aller-retour par jour entre San José et Sacramento dont un qui continuait jusqu'à Roseville à l'est de Sacramento. Le service fût renommé Capitol Corridor, nom donnait car le train reliait l'ancienne capitale de la Californie, San José, à la capitale actuelle, Sacramento,.

### Modification du service
Le Capitols utilisait au départ la ligne côtière de l'Union Pacific entre Oakland et Santa Clara avec aucun arrêt entre San José et Oakland. En 1992, après des travaux de signalisation et de voiries, le Capitols fût dérouté vers des voies plus à l'intérieur des terres entre Elmhurst et Newark. Cette nouvelle route a permis l'ajout de deux arrêts supplémentaires, à Fremont en 1993 et à Hayward en 1997. La station centrale d'Oakland qui a été endommagée lors du Séisme de 1989 à Loma Prieta fût fermée en 1994 et remplacée par une nouvelle station à Jack London Square. De nouveaux arrêts intermédiaire furent ajoutés à Gare de Santa Clara - Great America en 1993, à l'aéroport d'Oakland en 2005, à la Gare de Santa Clara - Universités en 2012 et à Fairfield en 2017.
Un aller-retour quotidien fût étendu le 26 janvier 1998 jusqu'à Colfax via Rocklin et Auburn. Le service fût cependant coupé à Auburn le 27 février 2000.
Le service fût augmentée passant de trois allers-retours par jour à la base à cinq en novembre 1998 et à 6 en février 1999.
Un système de gestion automatique du trafic fût installé en 2018.
En réponse à la baisse importante du nombre de voyageurs due à la Pandémie de Covid-19, le service fût réduit à cinq allers-retours par jour à partir du 21 mars 2020, le service jusqu'à Auburn fût également suspendu et la plupart des trains s'arrêtaient à Oakland. Le service complet est restauré le 1er juin 2020.

### Projets

#### Nouvelles gares
La construction de trois nouvelles station a été proposé à Hercules, Benicia et Dixon

#### Capitol Corridor Vision Implementation Plan
Ce plan est un plan un long terme listant toutes les améliorations possibles, un certain nombre de ces propositions sont à l'heure actuelle étudiées voir en cours de réalisation. Les améliorations à court termes incluent la mise à double voies autour de San José et la construction d'une nouvelle gare au parc Ardenwood ce qui s'accompagnera d'une amélioration des voies entre Emeryville et Richmond. Les objectifs lointains comprennent la création d'un tunnel sous le Jack London Square à Oakland pour supprimer une section où le train est au milieu de la circulation automobile, l'élimination du trafic Fret avec la création d'une nouvelle ligne entre Sacramento et Martinez et éventuellement l'électrification complète de la ligne.
Pour réaliser ces travaux, le sénat de Californie a alloué en 2018 93 millions de dollars pour réaliser les premiers points du projet. En juin 2020, un rapport d'impact environnemental devrait être achevé d'ici la fin de l'année 2020. Les travaux préliminaires devraient se dérouler en 2022-2023 pour un début de construction en 2024. Durant cette phase de travaux, seule la station à Ardenwood serait construite, la gare de Hayward et de Newark Junction ayant été rejetées,.

#### Extensions
Deux allers-retours du Capitol Corridors seront étendus à Salinas en 2020. Les premiers services desserviront les stations utilisés par le Caltrain : Tamien, Morgan Hill et Gilroy. À l'avenir, il est également prévu de rajouter un arrêt à Castroville et à Watsonville/Pajaro.
Une troisième voie devrait être construite entre Sacramento et Roseville à partir de 2021, cela permettra d'augmenter le trafic et de passer d'un train par jour à trois avec une possibilité d'aller jusqu'à dix,. Un projet d'extension jusqu'à Reno fût envisagé mais abandonné en raison d'un fort trafic fret dans ce secteur et un risque de saturation du Col Donner.
Un service étendu jusqu'au centre ville de centre ville de San Francisco est également étudié dans le cadre de la construction d'un second Transbay Tube. Une étude de faisabilité a commencé en 2019,. Cela permettrait à San Francisco de revoir un trafic inter-cités disparu en 1971.

## Fréquence et nombre de passagers
Durant l'année 2017, le Capitol Corridor a transporté 1 607 277 passagers, soit 2,9 % de plus qu'en 2016. En ce qui concerne les revenus, ce service a rapporté 33,97 millions de dollars à Amtrak soit 5,3 % de plus qu'en 2016. C'est le quatrième service le plus important d'Amtrak derrière le Northeast Corridor, l'Acela express et le Pacific Surfliner. En raison du succès de ce train, la gare de Sacramento est la septième gare la plus fréquentée du réseau Amtrak et la deuxième la plus fréquentée de Californie derrière la gare de Los Angeles. Le Capitol Corridor est utilisé entre Sacramento est la baie de San Francisco comme une alternative à l'Interstate 80, autoroute saturée, aussi bien par un certain nombre de politiciens, lobbyistes et administrateurs qui vivent à San Francisco mais se rendent régulièrement à Sacramento pour leur travail que par des travailleurs travaillant à Oakland, San Francisco ou dans la Silicon Valley pour rejoindre leurs habitations situées dans des zones moins chères dans le comté de Solano ou dans la métropole de Sacramento.
À partir du 28 août 2006, le service Capitol Corridor comporte 16 allers-retours par jour en semaine entre Oakland et Sacramento dont sept sont prolongés au sud jusqu'à San José. Le 13 août 2012 le nombre d'allers-retours fut réduit à 15 en raison du coût du carburant, d'une diminution du nombre de voyageurs et de la possibilités de stocker la nuit un train supplémentaire à Sacramento. En juillet 2019, aucun des trains circulant la semaine ne roule sur toute la ligne entre Auburn et San José. Le seul départ pour Auburn s'effectuant à Oakland. Sur les 14 autres allers-retours circulant entre Sacramento et Oakland, sept ont pour terminus Oakland (quatre en gare de Jack London Square et 3 en gare Coliseum Airport), les 7 autres sont prolongés jusqu'à San José. Durant les week-ends, il y a six allers-retours entre Sacramento et San José, 5 entre Sacramento et Oakland (dont quatre s’arrêtant à la gare d'Oakland – Jack London Square et un s'arrêtant à la gare Coliseum Airport). Enfin, un train circule sur toute la ligne entre San José et Auburn.

## Stations et correspondances
| Ville       | Gare                       | Début du service | Fin du service | Correspondances |
| ----------- | -------------------------- | ---------------- | -------------- | --- |
| Colfax      | Colfax                     | 1998             | 2000           | Now served by California Zephyr |
| Auburn      | Auburn/Conheim             | 1998             |                | Amtrak Thruway Motorcoach: Sacramento Placer County Transit: 10, 30, 40 |
| Rocklin     | Rocklin                    | 1998             |                | Amtrak Thruway Motorcoach: Sacramento |
| Roseville   | Roseville                  | 1991             |                | Amtrak: California Zephyr Amtrak Thruway Motorcoach: Sacramento |
| Sacramento  | Sacramento Valley Station  | 1991             |                | Amtrak: California Zephyr, Coast Starlight, San Joaquins Métro de Sacramento: Gold Line Amtrak Thruway Motorcoach: Stateline, Auburn/Conheim, Reno, Sparks, Stockton Downtown et Redding |
| Davis       | Gare de Davis              | 1991             |                | Amtrak: California Zephyr, Coast Starlight Amtrak Thruway Motorcoach: Stockton and Redding |
| Fairfield   | Fairfield–Vacaville        | 2017             |                | Fairfield and Suisun Transit: 2 |
| Suisun City | Suisun - Fairfield         | 1991             |                | Fairfield and Suisun Transit: 5, GX Rio Vista Delta Breeze: 50 VINE Transit: 21 Greyhound Lines |
| Martinez    | Martinez                   | 1991             |                | Amtrak: California Zephyr, Coast Starlight, San Joaquins Amtrak Thruway Motorcoach: Napa, Santa Rosa, Arcata Transit Center, McKinleyville et Sacramento County Connection: 16, 18, 19, 28, 98X, 99X, 316 Tri Delta Transit: 200 WestCAT: 30Z |
| Hercules    | Hercules                   | En projet        |                | |
| Richmond    | Richmond Transit Center    | 1991             |                | Amtrak: California Zephyr, San Joaquins Bay Area Rapid Transit: Richmond–Daly City/Millbrae, Richmond–Warm Springs/South Fremont AC Transit: 70, 71, 72M, 74, 76, 376, 607, 667, 668, 675, 684, 800 Flixbus |
| Berkeley    | Berkeley                   | 1991             |                | AC Transit: 6, 7, 18, 51B, 52, 65, 67, 79, 88, 800, 851, F, FS |
| Emeryville  | Emeryville                 | 1993             |                | Amtrak: California Zephyr, Coast Starlight, San Joaquins Amtrak Thruway Motorcoach: San Francisco AC Transit: 29, 36, 57 Emery Go-Round: Hollis |
| Oakland     | 16th Street                | 1991             | 1994           | |
| Oakland     | Oakland Jack London Square | 1995             |                | Amtrak: Coast Starlight, San Joaquins Amtrak Thruway Motorcoach: San Luis Obispo, Santa Barbara et San José AC Transit: 12 |
| Oakland     | Oakland Coliseum           | 2005             |                | Bay Area Rapid Transit: Coliseum–Oakland International Airport, Dublin/Pleasanton–Daly City, Richmond–Warm Springs/South Fremont, and Warm Springs/South Fremont–Daly City. AC Transit: 45, 46, 73, 90, 98, 805 |
| Hayward     | Hayward                    | 1997             |                | AC Transit: 34, 56, 83, 93 |
| Fremont     | Fremont–Centerville        | 1993             |                | Altamont Corridor Express AC Transit: 99, 210, 251, 801, U |
| Fremont     | Ardenwood                  | En projet        |                | |
| Santa Clara | Santa Clara–Great America  | 1993             |                | Altamont Corridor Express VTA Light Rail: Green Line, Orange Line VTA Bus: Altamont Corridor Express shuttles |
| Santa Clara | Santa Clara                | 2012             |                | Altamont Corridor Express Caltrain VTA Bus: 21, 22, 53, 59, 60, 522 |
| San Jose    | San Jose                   | 1991             |                | Amtrak: Coast Starlight Altamont Corridor Express Caltrain VTA Light Rail: Green Line Amtrak Thruway Motorcoach: San Luis Obispo, Santa Barbara, Salinas et Oakland VTA Bus: 22, 64A, 64B, 68, Express 168, Express 181, Rapid 500, Rapid 522 Monterey–Salinas Transit: 55, 86 Santa Cruz Metropolitan Transit District: Highway 17 Express Greyhound Lines Megabus |
| San Jose    | Tamien                     | En projet        |                | Caltrain VTA Light Rail: Blue Line |
| Morgan Hill | Morgan Hill                | En projet        |                | Caltrain |
| Gilroy      | Gilroy                     | En projet        |                | Caltrain |
| Pajaro      | Pajaro                     | En projet        |                | |
| Castroville | Castroville                | En projet        |                | |
| Salinas     | Salinas                    | En projet        |                | Amtrak: Coast Starlight |

## Gestion
Le Capitol Corridor est entièrement financé par l'état de Californie au travers de la division du rail et du transport de masse (DRMT) de son département des transports. Ce dernier gérait l'exploitation de la ligne entre 1991 et 1997 mais en 1998, cette gestion fût transférée au Capitol Corridor Joint Powers Authority (CCJPA), agence qui est composé des départements de transports de chaque comté traversé par le Capitol Corridor cependant le financement reste inchangé.La CCJPA a à son tour passé un contrat avec BART pour la gestion journalière du trafic et du personnel. La CCJPA s'occupe aussi du niveau de service du train ainsi que des agréments pour les passagers le long du trajet.
La CCJPA est dirigé par un conseil d'administration composé de 16 représentants venant des agences de transport des comtés membres, soit :
- Placer County Transportation Planning Agency (PCTPA)
- Solano Transportation Authority (STA)
- Yolo County Transportation District (YCTD)
- Sacramento Regional Transit District (Sac RT)
- San Francisco Bay Area Rapid Transit District (BART)
- Santa Clara Valley Transportation Authority (VTA)

## Équipement

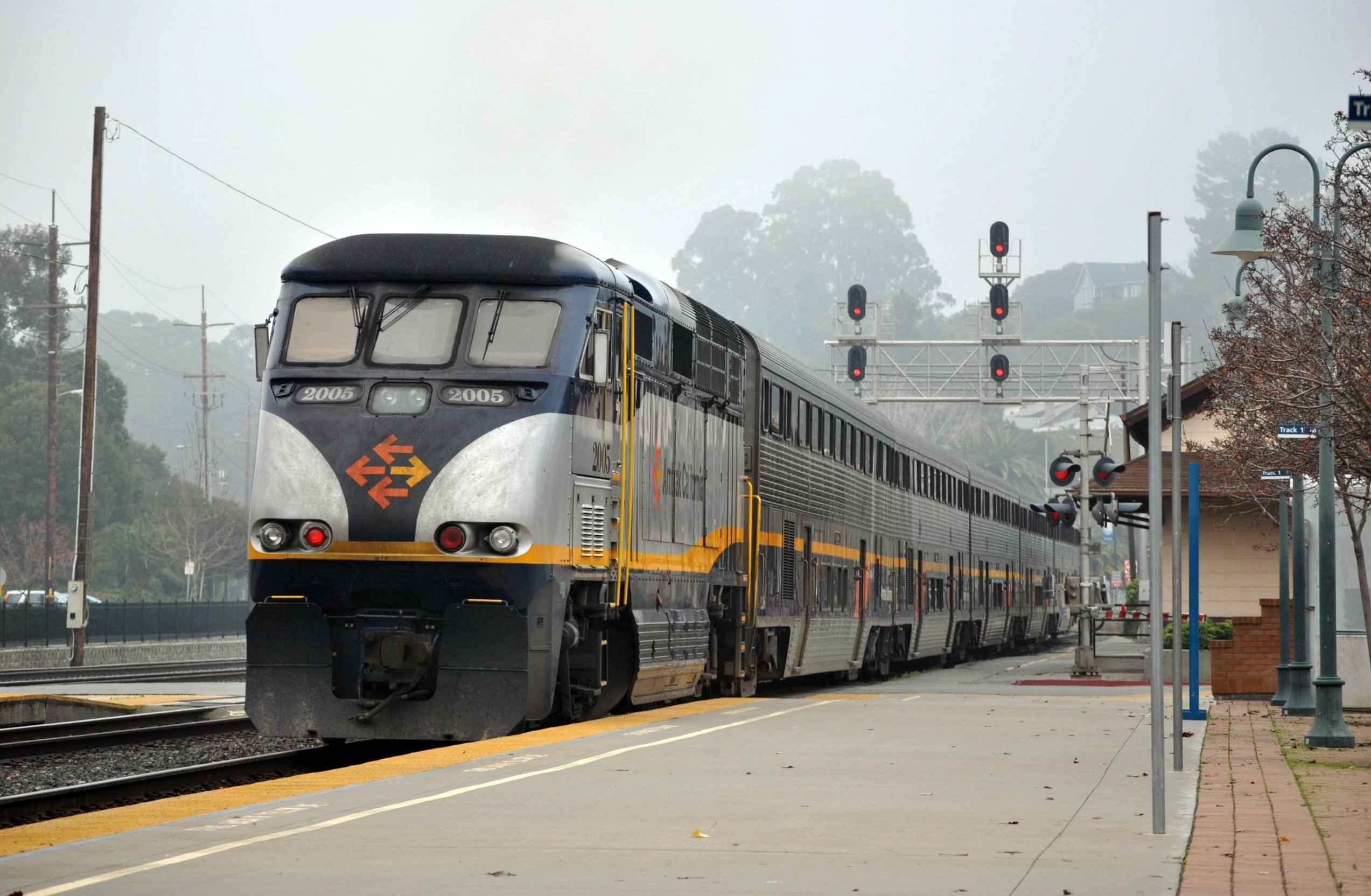
Une rame d'un train Capitol Corridor composé de voitures "California car" tractée par une locomotiveEMD F59 PHI.

La CCJPA est responsable de maintenance de la flotte d'Amtrak de Californie du Nord qui est utilisé par le Capitol Corridor et par le San Joaquins. Quand le Capitol Corridor a débuté en 1991, il utilisait des locomotives F40PH et les voitures Horizon d'Amtrak. Des locomotives Dash 8 ont aussi été utilisées lorsqu'elles ont été livrées neuves à l'État de Californie à partir du milieu des années 1990. La flotte actuelle comprend 15 locomotives EMD F59PHI (numéro 2001-2015), deux locomotives GE P32-8WH (numéro 2051-2052) venant de la flotte d'Amtrak et six locomotives Siemens Charger (numéro 2101-2106) et un nombre important de voitures à deux niveaux connues sous le nom de "California Cars". Toutes ces voitures sont nommées d'après le nom d'une rivière ou d'une montagne de Californie. Il y a deux séries de "California Cars" : la série 8000 et la série 6000. Des équipements standards d'Amtrak tels que des locomotives GE P42DC et des voitures de type Superliner peuvent être utilisés en remplacement.
Dans de rares cas, des locomotives F59PHI venant du Surfliner ou du Cascade sont utilisées. Avant 2012, des locomotives EMD F40PH et MPI MP36PH-3C venant du Caltrain étaient aussi utilisées en remplacement. De plus, des rames entières du Caltrain étaient utilisées en suppléments durant les périodes chargées tel que les périodes de vacances ou le jour de Thanksgiving